# Schismadillo holthuisi
Schismadillo holthuisi là một loài chân đều trong họ Armadillidae. Loài này được Vandel miêu tả khoa học năm 1973.